# Hollis Hammonds
Hollis Hammonds (Independence, 22 de marzo de 1971) es una artista y académica estadounidense, profesora asociada de arte y presidenta de estudios visuales en la Universidad de St. Edward en Austin, Texas. Hammonds se especializa en dibujo e instalaciones escultóricas. Es autora del libro de texto de dibujo, Drawing Structure: Conceptual & Observational Techniques.

## Antecedentes
Hollis Hammonds nació en Independence, Kentucky. Hammonds recibió un MFA de la Universidad de Cincinnati en 2001 y su BFA en dibujo de la Universidad de Northern Kentucky en 1998. Está casada con el diseñador gráfico Oen Hammonds.
El 29 de marzo de 1986, una semana después del decimoquinto cumpleaños de Hammonds, la casa de su infancia se incendió. Ella y los miembros de su familia salieron ilesos de su casa trailer en el norte de Kentucky. "Tan traumático y devastador como fue, Hammonds recuerda la calma bastante surrealista que surgió mientras esperaban que los camiones de bomberos llegaran del otro lado del condado". En su trabajo, Hammonds ha utilizado la estructura del hogar como metáfora de la estructura de la memoria.
Sus padres tenían la costumbre de recolectar y guardar obsesivamente artículos domésticos sencillos. The Austin American-Statesman explica cómo "su madre coleccionaba muñecos y figurillas y guardaba escrupulosamente las pertenencias de su madre. El padre de Hammonds llenó los cobertizos con botellas y bolsas de plástico, usaba madera y chatarra. Los coches desaparecidos de la familia, así como un autobús escolar e incluso equipo pesado, como una excavadora, cubrían el bosque detrás de la casa, y sus marcos eviscerados eran un escenario de juego perfecto para una niña solitaria e imaginativa". El recuerdo de este evento es un tema recurrente en la obra de Hammonds. Hammonds le dijo al Austin American-Statesman que "desde entonces, he estado obsesionado con montones de escombros y he estado tratando de conmemorar eventos y preservar recuerdos a través de mis diversas colecciones, construcciones y dibujos".

## Carrera profesional
Antes de 2011, Hammonds trabajaba de una manera menos personal. La obra de arte que ocurrió antes fue sobre la cultura consumista. Su trabajo actual es autobiográfico. Hammonds afirma: "Mis obras están llenas de una variedad de imágenes, desde objetos mundanos hasta artefactos preciosos, ensamblados, recopilados y agrupados a través de dibujos e instalaciones. Las obras en sí mismas actúan como evidencia, ya sea evidencia de recuerdos personales o eventos más amplios que afectan a comunidades más grandes. Independientemente de la forma que adopte la obra, hay hilos de memoria entrelazados con una especie de conciencia colectiva. Mi objetivo al combinar una variedad de imágenes o basura recogida en las esquinas, es crear una escena que se sienta real para mí, algo que evoque y me haga sentir lo más cerca posible de mis propios recuerdos".
Hammonds trabaja en multimedia a menudo mezclando escultura con dibujo en instalaciones. Su trabajo se ha exhibido ampliamente en Dishman Art Museum en Beaumont, TX; en el Centro de Arte Contemporáneo Redux en Charleston, SC; en la Reed Gallery de la Universidad de Cincinnati en OH; el Museo de Arte de la Universidad del Sur de Mississippi en Hattiesburg, MS; las Hiestand Galleries de la Universidad de Miami en Oxford, Ohio; Universidad Tecnológica de Texas en Lubbock, TX; y en la galería Women and Their Work en Austin, TX . A partir de 2013, es directora del Departamento de Estudios Visuales de la Universidad St. Edward en Austin, TX. Hammonds imparte cursos de dibujo, arte público y novela gráfica. "... ella también se desempeña como Decana Asociada de Humanidades". Hammonds fue designado como uno de los siete miembros del panel Art in Public Places de Austin, TX.
Fue Artista en Residencia de 2016 en el McColl Center for Art + Innovation en Charlotte, Carolina del Norte.
Hammonds mantiene un estudio en el complejo de artes Canopy en el sur de Austin, Texas y está trabajando en una novela gráfica.

Hammonds afirma sobre su trabajo:
Desde dibujos detallados hasta instalaciones escultóricas, mis trabajos creativos tratan sobre la memoria, el consumo de material, el desperdicio, la catástrofe y la pérdida superficial. Cuestionar la cultura consumista a través de evidencias de acumulación, acaparamiento y recolección, montones de escombros y basura llenan mis dibujos e instalaciones. Actualmente, a través de un proyecto de novela gráfica al estilo de las memorias llamado Blanket of Fog, estoy combinando mis propios recuerdos de la infancia con mis intereses en la cultura consumista y los problemas ambientales.
"Manta de niebla" fue una exposición individual en Women and Their Work. Es un recuento artístico del incendio que quemó la casa de su infancia. En un artículo publicado en el Austin American-Statesman, Hammonds afirma: "Me gusta la falta de definición entre la realidad y la ficción, entre lo que sucedió y la forma en que queremos recordarlo".
Austin Chronicle nombró su trabajo como uno de los diez "arte más memorables de 2015" por su instalación, Blanket of Fog, en Women & Their Work. El mismo año habló en un panel sobre dibujo en la conferencia CAA con los artistas Jane Hammond, Richard Moninski y Elise Engler.

## Catálogos
- "Finalistas". Anual Internacional de Dibujo 8, 2014. (portada)[14]
- "Ganadores: Competencia Occidental 2014". Nuevas pinturas americanas[15]
- "Finalistas". Anual Internacional de Dibujo 7, 2013.[16]
- Broz, Debra, ed. "El fin." Cantanker, no. 14 (2012): 34–35.
- Revista en mayúsculas[17]
- Revista Studio Visit, v.16. 1 de enero de 2011, 76–77.[18]
- "Finalistas". Anual Internacional de Dibujo 4 (2009)[19]
- Bjure Exposición Bienal de Ferrocarriles Subterráneos con Jurado, Viaje Visual: Esclavitud, Ferrocarril Subterráneo, Libertad . Highland Heights, Kentucky: Universidad del Norte de Kentucky, 2004. 52–53.